# 太平街道 (昭通市)
太平街道，是中华人民共和国云南省昭通市昭阳区下辖的一个乡镇级行政单位。

## 行政区划
太平街道下辖以下地区：
太平社区、富强社区、环城东路社区、桃源社区、水平社区、石渣河社区、平安社区、黄竹林社区、永乐社区、水塘坝社区、金江社区、北馨佳园社区、祥和家园社区和幸福馨居社区。